# منشطات النمو الطبيعية
منشطات النمو الطبيعية (NGPs) هي إضافات غذائية لحيوانات المزارع.

## التعريف
يشار إلى فئات مختلفة من إضافات الأعلاف الخاصة بحيوانات المزارع بمنشطات النمو الطبيعية (NGPs) أو منشطات نمو غير مضادة للحيوية. وتعد بدائل ملائمة لمنشطات النمو المضادة للحيوية (AGPS) في الإنتاج الحيواني.

## الفئات
تحتوي منشطات النمو الطبيعية في الغالب على أحماض عضوية، والبروبيوتيك، والبريبيوتك، والسينبيوتيك، ونباتيات المنشأ، وإنزيمات تغذية، ومنشطات مناعية. ولأن استخدام منشطات النمو الطبيعية تم حظره في الاتحاد الأوروبي في يناير 2006، فقد وفرت عملية البحث المستمرة عن البدائل مجموعة كبيرة ومتنوعة من منشطات النمو الطبيعية للخنازير، والدواجن، والحيوانات المجترة، والأنواع المائية.

## فوائد عامة
تعد الميزة الرئيسية لمنشطات النمو الطبيعية هي أنها لا تحمل في الغالب أية مخاطر بشأن المقاومة البكتيرية أو بقايا المنتجات الحيوانية غير المرغوب فيها كما في الحليب، أو اللحوم، أو البيض. قد يكون لإضافة منشطات النمو الطبيعية إلى علف حيوانات المزارع عدد من الآثار المفيدة، التي تشمل:
| - التنمية السريعة لميكروبات الأمعاء الصحية |
| - استقرار الهضم                            |
| - زيادة أداء النمو                         |
| - التحفيز والنضج السريع للجهاز المناعي     |
| - الحد من الإصابة بالإسهال                 |
| - تحسين فعالية الأعلاف                     |
| - خفض معدلات الوفيات                       |
| - ارتفاع الربحية                           |

## طريقة العمل

### المحمضات
تستخدم المحمضات، مثل الأحماض العضوية أو أملاحها، لمنع التحلل الميكروبي للمواد الخام أو الأعلاف المتناولة، خاصة في ظل ظروف التخزين السيئة (مثل المحتوى عالي الرطوبة، ومستويات التلوث العالية مع العفن). وعلاوة على ذلك، قد تحسن المحمضات أداء النمو من خلال إنشاء ظروف درجة حموضة معوية تدعم الإنزيمات الهضمية الذاتية والحد من ميكروبات القناة الهضمية غير المرغوب فيها. ويستند العديد من المحمضات الغذائية إلى حمض البروبيونيك، وحمض الفورميك، وحمض اللاكتيك وغيرها، كمكونات وحيدة أو مجتمعة. وتحتوي بعض المحمضات أيضًا على أحماض غير عضوية (مثل حامض الفوسفوريك).

### البروبيوتيك
البروبيوتيك هي ميكروبات حية أو جراثيم قابلة للحياة تدعم نمو الميكروفلورا المعوية المفيدة. البكتيريا البروبيوتيكية (كالتي من أجناس الملبنة، والمكورات المعوية، والجراثيم ثنائية الشعبة) تواجه الميكروبات غير المرغوب فيها مثل السالمونيلا أو الإشريكيات القولونية من خلال منع المستقبلات التي على جدار الأمعاء، أو إنتاج المواد المضادة للميكروبات، أو تفعيل نظام المناعة.

### البريبيوتيك
البريبيوتيك هي كربوهيدرات صعبة الهضم للحيوان المضيف. من ناحية أخرى، تخمر بكتيريا الأمعاء المفيدة البريبيوتيك بشكل انتقائي، وبالتالي تدعم ميكروفلورا الأمعاء الصحية. وتشمل هذه قليل سكاريد سكر فواكه (FOS) بما في ذلك الإينولين، وقليل سكاريد الجالاكتوز غير المشبع (GOS)، وسكرايد الاكسلوليغو (XOS)، وقليل سكاريد الصويا مثل الستاكيوز، والفيربوس، والرافينوز. وفي بعض الأحيان يتم تضمين قليل السكاريد المانوزان باعتباره من البريبيوتيك ولكنه غير قابل للتخمر. هذا ما أكده سميريكس تجارديس وآخرون في جامعة إلينوي ولذلك ربما يكون أكثر ملاءمة أن يطلق عليه سكرايد المناعة لأنه يعمل كطعم لمصاحبات مسببات الأمراض (السالمونيلا والإشريكيات القولونية) ويؤدي إلى زيادة الغلوبولينات المناعية (IgAs) في الأمعاء.

### السينبيوتك
الإدارة المشتركة بين والبريبيوتيك والبروبيوتك، يشار إليها بالسينبيوتك، من المفترض أن تتسبب في آثار تآزرية من حيث صحة الأمعاء وأدائها.

### نباتيات المنشأ
تُستمد نباتيات المنشأ من الأعشاب، والتوابل، والنباتات العطرية، وقد ثبت احتواؤها على خصائص مضادة للفطريات، والميكروبات، والفيروسات، والأكسدة أو خصائص المسكنات. وهي معروفة بآثارها الفاتحة للشهية، لأنها تزيد من استساغة الأعلاف وتنشيط الإنزيمات الهاضمة الذاتية. بل ولها تأثير واضح على ميكروفلورا الأمعاء.

### إنزيمات التغذية
تحتوي الأعلاف الحيوانية على مستويات مختلفة من المواد الغذائية المهضومة ومكونات غير مرغوب فيها مثل الألياف، أو الفيتات، أو بروتينات ذات آثار مستضدية. ومن الممكن وضع إنزيمات تغذية مختلفة مثل، الفايتسيز، أوالكاربوهيدرات، أو البروتياز، في الأعلاف لتحسين استخدام الطاقة والمواد المغذية أو لتحلل مكونات عدة غير مرغوب فيها. وعلاوة على ذلك، يمكن إضافة بعض الإنزيمات (على سبيل المثال، الليباسيس، أو الأميلاسيس) في أعلاف الحيوانات الصغيرة لتعزيز إفرازات الإنزيمات الذاتية.

### المنبهات المناعية
قد تعمل إضافات غذائية مختلفة كمغير أو محفز لعمليات الحصانة. قد تتسبب أجزاء جدار خلايا البكتيريا، أو الخمائر، أو الطحالب البحرية في تنشيط الخلايا المناعية (مثل الخلايا الضامة والخلايا اللمفية).

## وصلات خارجية
- Possible alternatives to the use of antibiotics as growth promoters. New additives
- Lessons from the Danish ban of feed-grade antibiotics